# برادران کارامازوف
برادران کارامازوف (روسی: Братья Карамазовы، تلفظ [ˈbratʲjə kərɐˈmazəvɨ]) رمانی از فیودور داستایفسکی — نویسندهٔ روس — است که نخستین بار در سال‌های ۸۰–۱۸۷۹ در نشریهٔ پیام‌آور روسی به‌صورت پاورقی منتشر شد. نوشته‌های نویسنده نشان می‌دهند که این کتاب قرار بود قسمت اول از مجموعه‌ای بزرگتر با نام زندگی یک گناهکار بزرگ باشد؛ ولی قسمت دوم کتاب هیچگاه نوشته نشد، چون داستایفسکی چهار ماه بعد از پایان انتشار کتاب درگذشت. این کتاب در چهار جلد منتشر شد و مثل بیشتر آثار داستایفسکی، یک رمان جنایی است.
شخصیت‌های اصلی داستان، پنج نفرند؛ فیودور پاولوویچ کارامازوف و چهار فرزندش به‌نام‌های دیمیتری، ایوان، آلیوشا و اسمردیاکف (که فرزند نامشروع فیودور است). فیودور پاولوویچ کارامازوف مَلاکی بدنام در یکی از شهرهای کوچک روسیه است که در نهایت به قتل می‌رسد و دیمیتری — پسر بزرگترش — به ظن قتل وی دستگیر می‌شود. هر یک از چهار برادر، وجهی از شخصیت پدر را بیان می‌کنند. پیرامون پی‌رنگ اصلی، خرده‌روایت‌هایی هم وجود دارد که برخی از آنها مورد توجه منتقدان ادبی قرار گرفته‌است. مشهورترین خرده‌روایت این رمان، روایت «مفتش اعظم» است. این روایت در قالب شعری بیان می‌شود که ایوان در یکی از دیدارهایش با آلیوشا برای او می‌خواند.
برادران کارامازوف سرشار از شخصیت‌پردازی و تحلیل‌های عمیق روان‌شناختی است. زیگموند فروید در مقاله‌ای با عنوان «داستایفسکی و پدرکشی»، با تحلیل انگیزه‌های فرزندان کارامازوف برای پدرکشی و تحلیل روابط داستایفسکی با پدرش، او را واجد انگیزه پدرکشی دانست. خودِ داستایفسکی، پرسش محوری کتاب را مسئلهٔ وجود یا عدم وجود خداوند و خیر و شر در عالم دانسته‌است. داستایفسکی در این کتاب، علاوه‌بر روایت‌کردن داستان، سیری از تحول افکارش را نیز ارائه کرده‌است. رابرت بِرد معتقد است که محوریت این اثر، مشروعیت بخشیدن به نهاد «پیر دیر» در کلیسای ارتودکس بود تا وجههٔ عمومی این مذهب را در روسیه و سراسر دنیا بهبود بخشد.
نخستین ترجمه انگلیسی از برادران کارامازوف به‌عنوان یک رمان کامل را کنستانس گرانت در سال ۱۹۱۲ انجام داد. نخستین ترجمه فارسی را هم مشفق همدانی در سال ۱۳۳۵ انجام داد ، تنها برگردان مستقیم از روسی این کتاب به دست میترا نظریان انجام گرفته ، چهار برگردان مشهور دیگر به فارسی را اصغر رستگار ، صالح حسینی، پرویز شهدی و احد علیقلیان انجام داده‌اند که هیچ‌یک مستقیم از نسخهٔ روسی برگردانده نشده‌است. چندین فیلم سینمایی و سریال تلویزیونی نیز با اقتباس از این رمان ساخته شده‌اند.

## پیش‌زمینه

### ادبیات روسیه در سدهٔ نوزدهم
تا اواخر سدهٔ هجدهم میلادی، روسیه که از امواج عصر روشنگری در غرب بهره‌ای نبرده بود، در اثر شکست در نبرد با ناپلئون، دچار حس حقارتی عمیق شد و این حس نوعی هوشیاری ملی را دست کم در بین نخبگان و روشنفکران روس ایجاد نمود. ادبیات روسیه در پرتو این تحولات ظهور کرد و با الهام از ادبیات ایتالیا، آلمان و انگلستان شکل گرفت.
رمان برادران کارامازوف مربوط به دورانی از تاریخ روسیه است که به دلیل رسوخ فرهنگ اروپایی در روسیه، روحیه شکاکیت و پوچ‌انگاری در طبقات بالای جامعه حاکم شده‌است و تبعات آن نابودی ارزش‌های سنتی و رواج پول‌پرستی و هوسرانی است.

### درباره نویسنده

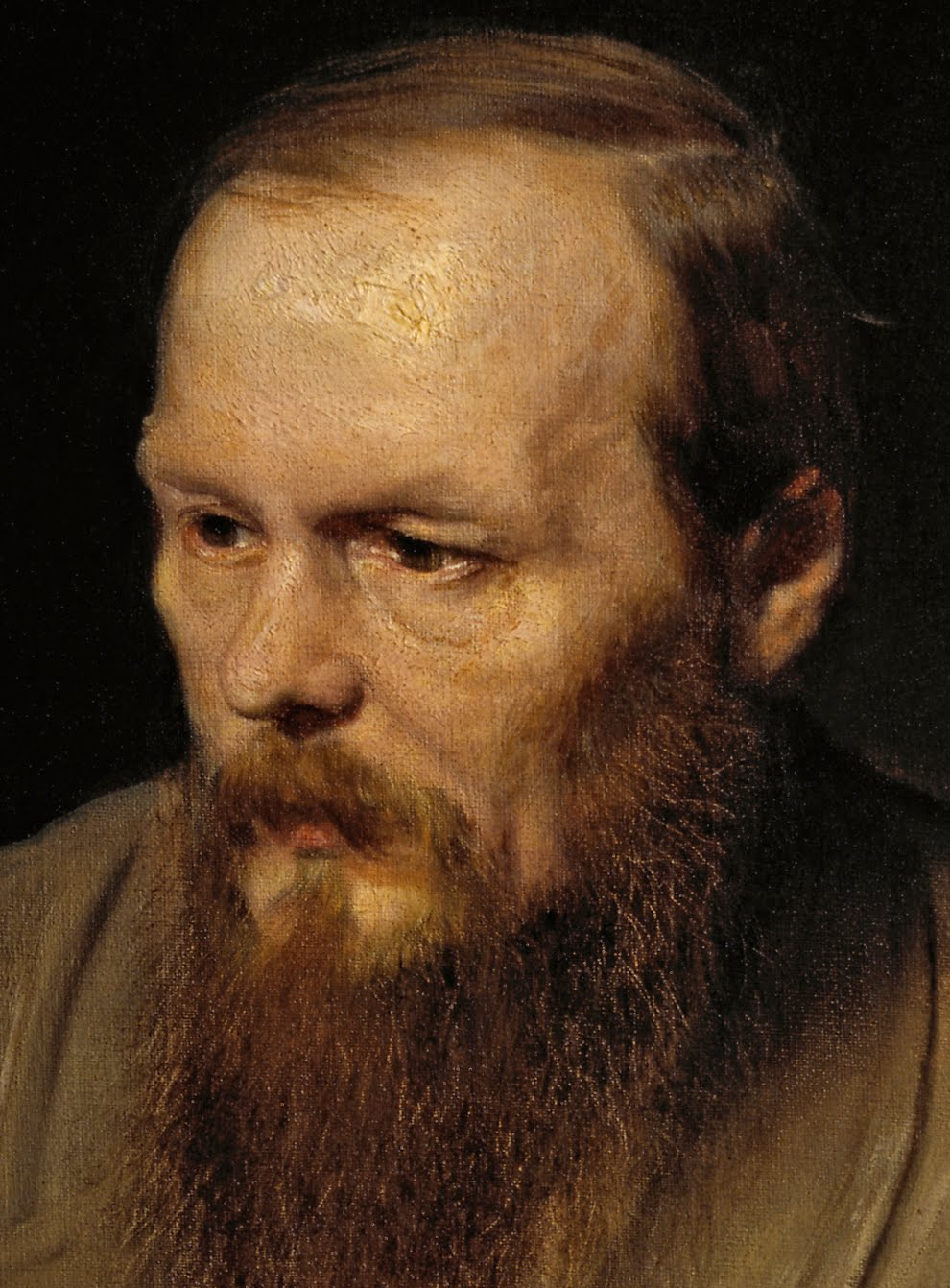
داستایفسکی

فیودور میخائیلوویچ داستایفسکی در سال ۱۸۲۱ در مسکو متولد شد. پدرش پزشک نظامی و فردی خشن و تودار بود و با فرزندانش رفتار خوبی نداشت. در سال ۱۸۳۹، در حالی که هنوز دانش‌آموز بود، مادر و پدرش را از دست داد. پدرش به سبب بدخلقی، به دست رعایای یکی از املاک خود به قتل رسید. او دوران جوانی را در تنگدستی گذراند اما تصمیم گرفت از راه ادبیات امرار معاش کند. نخستین نوشتهٔ او رمان بیچارگان بود که نخستین‌بار در سال ۱۸۴۱ منتشر شد و نام او را بر سر زبان‌ها انداخت. در سال ۱۸۴۹ به خاطر عضویت در حلقهٔ پتراشفسکی به‌همراه ۳۴ نفر دیگر دستگیر و به چهار سال زندان با اعمال شاقه در سیبری محکوم شد. چند کتاب بعدی او استقبال چندانی در پی نداشتند. از سال ۱۸۶۶، او نوشته‌هایش را — از جمله شاهکار مشهورش جنایت و مکافات — در مجلهٔ پیک روسی منتشر می‌کرد. انتشار همین اثر او را از بحران شدید مالی رهایی بخشید. به عقیدهٔ سعید نفیسی، تا قبل از انتشار جنایت و مکافات، داستایفسکی همیشه در تنگنای مالی قرار داشت؛ بنابراین به مطالبش شاخ و برگ می‌داد و در پی آن بود که هرچه سریع‌تر کارش را به پایان برساند؛ به‌همین‌دلیل نقص‌هایی در آثارش بروز می‌کردند. اما با برطرف‌شدن این مضیقه، ردی از این نواقص در آثار بعدی او دیده نمی‌شود.

## نگارش و انتشار

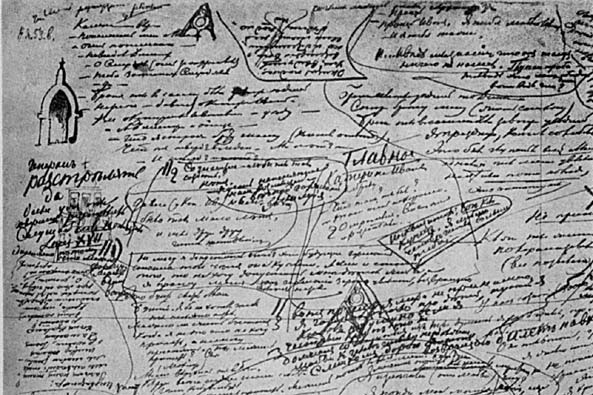
یادداشت‌های داستایفسکی برای فصل پنجم کتاب برادران کارامازوف

مدت‌ها پیش از رسیدن به طرح کتاب برادران کارامازوف (یعنی در سال‌های ۱۸۶۸ و ۱۸۶۹)، داستایفسکی طرح کتابی به نام «الحاد» را در ذهن داشت. قهرمان روس کاتولیک این کتاب قرار بود ناگهان ایمانش را از دست بدهد و بین الحاد، آیین کاتولیک، باورهای نسل جوان و غیره، به دنبال باور مستحکمی بگردد و در نهایت به میهن‌پرستی و عشق به روسیه بگراید. این رمان هیچ‌وقت نوشته نشد، اما ایده‌های آن به موضوع محوری رمان برادران کارامازوف بدل شد.
داستایفسکی از سال ۱۸۷۰، که چند ماهی در شهر درسدن آلمان اقامت داشت، طرح این کتاب را ریخته بود. او در نامه‌ای به سال ۱۸۷۰ نوشت: «اندیشه نوشتن این رمان از سه ماه پیش تاکنون در من موجود است.» و در نامه دیگری در همان سال تصریح کرد: «مسئله اصلی که در همه بخش‌های این کتاب دنبال خواهد شد، همان مسئله‌ای است که من در سراسر زندگی، آگاهانه یا ناآگاهانه، از آن رنج برده‌ام و آن وجود خداست.»
داستایفسکی برای نوشتن این کتاب در مورد جنبه‌های حقوقی قتل تحقیق کرد و از مشاوره‌های پزشکی برای ترسیم بیماری ایوان کمک گرفت. او همچنین اخبار مربوط به کودکان در جراید را پی گرفت.
قرار بود این کتاب پنج قسمت داشته باشد و به عنوان زندگی یک گناهکار بزرگ درآید. جنگ و صلح تولستوی تازه بیرون آمده بود و داستایفسکی مصمم بود با او رقابت کند. داستایفسکی آن پنج قسمت را به دو قسمت تقسیم کرد اما تنها توانست قسمت اول را تمام کند که خود، چهار جلد است. یادداشت‌های داستایفسکی نشان می‌دهد که شخصیت آلیوشا، پیش از سایر شخصیت‌ها در ذهن داستایفسکی شکل گرفته‌ بود و او بنا داشت در بخش دوم کتاب (که نوشته نشد)، سیر و سلوک روحانی آلیوشا را تکمیل کند. به نظر سیمونز، داستایفسکی قصد داشت در ادامه داستان، آلیوشا را در گذر از برزخ زندگی نوین به ورطه گناه بکشاند و در عین حال توش و توان دست و پنجه نرم کردن با شیطان را نیز به او اعطا نماید.
این داستان، نخستین بار در سال‌های ۱۸۷۹ و ۱۹۸۰ به صورت پاورقی در نشریه پیام‌آور روسی منتشر شد. بنا بر گزارش رابرت بِرد، داستایفسکی قصد داشت این کتاب را به همسرش، آنا، تقدیم کند اما با درگذشت فرزندشان در سال ۱۸۷۸، موجی از ناامیدی بر او چیره شد.

### ترجمه
داستایفسکی را اوژن‌ملکیور دووگوئه، منتقد فرانسوی در دهه ۱۸۸۰ میلادی به اروپای غربی و فرانسه معرفی کرد. او داستایفسکی را در مقالات خود، قهرمانی آگاه به زوایای روان‌شناختی فقرا معرفی کرد که قصد داشت به یکه‌تازی طبیعت‌گرایی امیل زولا در ادبیات خاتمه دهد. در سال ۱۸۸۸ بنگاه انتشاراتی پلون فرانسه، نخستین ترجمه فرانسوی برادران کارامازوف را با عنوان «Les frères Karamazov» منتشر کرد. این ترجمه را ایلیا هالپرین-کامینسکی (مهاجر روسی‌الاصل) به اتفاق شارل موریس (شاعر نمادگرای فرانسوی) انجام دادند که با موفقیت تجاری نیز همراه شد.
نخستین ترجمه از برادران کارامازوف به زبان انگلیسی، یک نسخه نمایشنامه‌ای بود که در سال ۱۹۰۵ منتشر شد. این ترجمه را ایزابل هپگود، مترجم آثار کلاسیک روسی، انجام داده بود اما نخستین ترجمه انگلیسی از برادران کارامازوف به عنوان یک رمان کامل را کنستانس گارنت در سال ۱۹۱۲ انجام داد. در سال ۱۹۹۰، لاریسا ولوکونسکی و ریچارد پِوییر که معتقد بودند طنز داستایفسکی و بیان زنده او در ترجمه انگلیسی این اثر نادیده گرفته شده‌است، این اثر را از نو به انگلیسی برگرداندند.
برادران کارامازوف، چندین بار به زبان آلمانی ترجمه شده‌است که شاخص‌ترین موارد عبارتند از: الیزابت کاریک مشهور به ای.کی راسین در سال ۱۹۰۶، هرمان رول در سال ۱۹۲۴، هانس روف و ریچارد هافمن در سال ۱۹۵۸ و سوتلانا گییر در سال ۲۰۰۳.
نخستین ترجمه فارسی کتاب را مشفق همدانی در سال ۱۳۳۵ از روی نسخه فرانسوی انجام داد. سه ترجمه مشهور دیگر به فارسی را صالح حسینی، پرویز شهدی و احد علیقلیان انجام داده‌اند. همچنین ترجمه‌های دیگری نیز به فارسی منتشر شده‌است. هیچ‌یک از ترجمه‌های فارسی برادران کارامازوف مستقیماً از نسخه روسی برگردانده نشده‌اند.

## خلاصه داستان

### روایت اصلی
فیودور پاولوویچ کارامازوف ملاکی بدنام در یکی از شهرهای کوچک روسیه بود که از دو ازدواج قبلی خود سه پسر داشت: دیمیتری، ایوان و آلیوشا. دیمیتری، فرزند ارشد، پس از درگذشت مادرش، مدتی نزد نوکر خانه، گریگوری و بعد هم توسط اقوام مادرش نگهداری شد. او در جوانی به ارتش پیوسته و فردی ولخرج و بی‌بندوبار شده بود. ایوان و آلیوشا هم تا سنین نوجوانی سرنوشت مشابهی پیدا کردند اما ایوان به دانشگاه رفت و روزنامه‌نگار شد و آلیوشا به صومعه رفت و راهب شد. دیمیتری و ایوان، هر دو برای آلیوشا احترام قائل بودند.
هر سه برادر در جوانی نزد پدر بازگشتند. دیمیتری بر سر ارثیه بر جا مانده از مادرش، با فیودور مرافعه داشت و حتی برگزاری جلسه حل اختلاف در محضر پدر زوسیما، پیر صومعه، نیز به حل مشکل کمکی نکرد. فیودور و دیمیتری هر دو دل به دختری به نام گروشنکا باخته بودند. دیمیتری برای رسیدن به گروشنکا دست از نامزدش، کاترینا شسته بود و فیودور هم یک بسته سه هزار روبلی آماده کرده بود تا در صورتی که به دیدنش بیاید، به او هدیه بدهد. دیمیتری سه هزار روبلی را که کاترینا به او سپرده بود تا به مسکو حواله کند، در یک روز خرج کرد تا دل گروشنکا را به دست آوَرَد. اما از این بابت احساس گناه می‌کرد. دیمیتری تلاش می‌کرد به هر طریق ممکن، سه هزار روبل به دست آورد و به کاترینا برگرداند. یک بار برادرش آلیوشا را مامور کرد که نزد پدرشان برود و از او سه هزار روبل مطالبه کند؛ چون معتقد بود فیودور اخلاقاً به او بدهکار است، اما تقریباً بلافاصله منصرف شد. دیمیتری که به دلیل اختلافش با فیودور در خانه دیگری سکنی گزیده بود، شب‌ها نزدیکی خانه فیودور کشیک می‌کشید تا مبادا گروشنکا به دیدن پدرش برود. حتی یک بار به خیال این که گروشنکا به آنجا رفته‌است، با عصبانیت وارد خانه شد و فیودور را به سختی کتک زد.
اسمردیاکف، دیگر خدمتکار خانه، که از بچگی تحت سرپرستی گریگوری بزرگ شده بود و گفته می‌شد فرزند نامشروع فیودور است، اما خود فیودور این شایعه را تایید یا تکذیب نکرده بود. فیودور از ترس دیمیتری شب‌ها درِ اتاقش را قفل می‌کرد و تنها به اسمردیاکف آموخته بود که اگر گروشنکا آمد چگونه به‌طور رمزی در بزند تا او در را باز کند. اسمردیاکف (ظاهراً از ترس) این رمز را به دیمیتری لو داده بود. او پیش‌بینی می‌کرد اتفاق‌های ناگواری در حال وقوع است و به همین جهت طی گفتگویی با ایوان، او را ترغیب کرد که فردا به شهر دیگری برود و گفت که خودش هم به دلیل بیماری مزمنی که دارد، احتمالا فردا غش خواهد کرد و برای چند روز در بستر خواهد ماند. ایوان فردای آن روز به مسکو رفت و گروشنکا هم پیامی از نامزد سابق خود دریافت کرد و بی‌خبر به نزد او در یک مسافرخانه در حوالی شهر رفت؛ همان مسافرخانه‌ای که قبلاً دیمیتری در آنجا سه هزار روبل برایش خرج کرده بود.
شب که شد، دیمیتری با مراجعه به خانه گروشنکا، نشانی از او نیافت و با این خیال که نزد پدرش رفته‌است، با عصبانیت راهی خانه فیودور شد و از لای بوته‌ها به پنجره اتاق فیودور نگاه کرد تا ببیند گروشنکا آنجاست یا نه. حتی ضربه رمزی را به پنجره زد تا واکنش فیودور را ببیند و اطمینان پیدا کند که گروشنکا آنجا نیست. در همین هنگام، گریگوری از خواب بیدار شد و با دیدن دیمیتری، با او درگیر شد. دیمیتری او را مضروب کرد، با وضعی آشفته و لباس‌های خونین به خانه گروشنکا برگشت، مستخدم را مجبور کرد به او بگوید گروشنکا کجاست و او بلافاصله عازم اقامتگاه گروشنکا شد. او تصور می‌کرد گریگوری در درگیری با او کشته شده‌است و به همین دلیل قصد داشت نزد گروشنکا برود، دل او را به دست آورد و سپس خودکشی کند اما پلیس، قبل از این که او فرصت خودکشی پیدا کند، او را به اتهام قتل فیودور بازداشت کرد. در جریان برگزاری دادگاه، او قتل پدر و دزدیدن سه هزار روبلی را که فیودور برای گروشنکا آماده کرده بود، انکار کرد. ایوان با مراجعه به اسمردیاکف دریافت که قاتل پدرش اسمردیاکف بوده‌است. او حتی سه هزار روبل دزدیده شده را از اسمردیاکف پس گرفت اما قبل از این که بتواند اعترافی رسمی از او بگیرد، اسمردیاکف خودکشی کرد. اسمردیاکف معتقد بود که ایوان با عزیمت به مسکو، به صورت غیرمستقیم به او دستور داده بود که پدرش را بکشد و این مسئله ایوان را با عذاب وجدان مواجه کرد؛ به‌طوری که در دادگاه سعی کرد اعتراف کند قاتل، خودش بوده است اما به دلیل تب مغزی نتوانست شهادت خود را کامل کند و از حال رفت. دیمیتری در دادگاه به تبعید به سیبری محکوم شد و برادرانش، ایوان و الکسی، در صدد فراری دادن او و گروشنکا به آمریکا برآمدند.

### روایت مفتش اعظم
«مفتش اعظم» داستانی است که در قالب شعری که ایوان در یکی از دیدارهایش با آلیوشا برای او می‌خواند، روایت می‌شود. این شعر، یکی از فصل‌های کتاب را در بر می‌گیرد و بیانی متفاوت از به صلیب کشیدن مسیح را تصویر می‌کند. داستان در سدهٔ پانزدهم میلادی و در زمان رواج تفتیش عقاید و سوزاندن مشرکان روایت می‌شود. مسیح، دیگر بار در شهر سویل در اسپانیا ظهور می‌کند، مردم او را به جا می‌آورند. او از میان جمعیت عبور می‌کند، نابینایی را شفا می‌دهد، دختربچه مرده‌ای را زنده می‌کند. مفتش اعظم، که پیرمردی نود ساله است، به نگهبانان دستور می‌دهد تا او را دستگیر کنند و به زندان بیندازند. شب هنگام، مفتش به دیدار مسیح می‌رود و با او مونولوگی برقرار می‌کند. مفتش به مسیح می‌گوید: «حق نداری بر آنچه تاکنون گفته‌ای چیزی بیفزایی»، «ما به موعظه تو نیازی نداریم» و درنهایت «من تو را محکوم خواهم کرد و مانند منفورترین مرتد تو را خواهم سوزاند و خودت خواهی دید همین مردمی که امروز به پاهای تو بوسه می‌زدند، چگونه فردا هیزم به آتشت خواهند افکند...»
در خوانش روایت مفتش اعظم، یک روش این است که مفتش را در کنار ایوان و مسیح را در کنار آلیوشا قرار داد. در این صورت، از نگاه ایوان، مسیح به اتهام‌های مفتش پاسخی نمی‌دهد و از نگاه آلیوشا، یک شبه گفتگو بین مسیح و مفتش انجام شده که مسیح در آن پیروز است و تمجید یک ملحد از مسیح چیز جالب توجهی نیست.

### خرده‌روایت ایلیوشا
آلیوشا در خیابان با پسری نُه ساله به نام ایلیوشا مواجه می‌شود که به طرفش سنگ پرتاب می‌کند. او بعداً درمی‌یابد که دیمیتری، پدر پسرک را جلوی دیگران تحقیر کرده‌است و از این رو همکلاسی‌های ایلیوشا، او را مسخره کرده‌اند. ایلیوشا که غرور خود را جریحه‌دارشده می‌بیند، دست به اعمال خشونت‌آمیز می‌زند و از جمله این که سگی را به کشتن می‌دهد یا به دوستش کولیا با چاقو حمله می‌کند. آلیوشا تلاش می‌کند با عذرخواهی از پدر و پرداخت غرامت به او، اشتباه برادرش را جبران کند. او در ادامه متوجه می‌شود که ایلیوشا مبتلا به سل و اوضاع سلامتی‌اش وخیم است. آلیوشا سراغ همکلاسی‌های پسرک می‌رود و همه، از جمله کولیا را متقاعد می‌کند که با ایلیوشا دوست شوند و به دیدنش بروند.

### سرگذشت زوسیما
زوسیما در بخش دوم کتاب ششم داستان خود را نقل می‌کند که در جوانی یک افسر نظامی بود که در سن‌پترزبورگ به مهمان‌های مختلف دعوت می‌شد و عاشق دختری بود که با شخص دیگری ازدواج کرد. پس در حین گفتگو به شوهر دختر توهین کرد و این توهین منجر به دوئل شد. عصر قبل از دوئل، حال زوسیما خوب نبود و از دست گماشته خود عصبانی شد و به او سیلی زد. اما صبح روز بعد، حال و هوای زوسیما کاملاً متفاوت بود. او پر از خودآگاهی عمیقی بود و متوجه شد که با گماشته‌اش ظالمانه رفتار کرده‌است. از نظرش، گماشته و همین‌طور مردی که باید با او دوئل کند، مردانی هستند که خدا شبیه خودش آفریده‌است. زوسیما به دوئل رفت و پس از این که رقیبش اولین تیر را شلیک کرد، او به جای شلیک متقابل، اسلحه‌اش را انداخت و عذرخواهی کرد و نهایتاً اعلام کرد که استعفا می‌دهد تا به یک صومعه بپیوندد.
وقتی این اخبار در شهر پخش شد، زوسیما مورد استقبال قرار گرفت. در یک گردهمایی اجتماعی، دختری که او عاشقش بود، او را با قدردانی در آغوش کشید. زوسیما با مرد مسنی آشنا شد که به صورت مداوم به دیدار او می‌آمد و با هم مباحثات فلسفی می‌کردند. یک شب آن مرد پیش زوسیما اعتراف کرد که سالها پیش دست به جنایت وحشناکی زده و طوری صحنه‌سازی کرده‌است تا شخص دیگری مجرم شناخته شود اما اکنون به دلیل عذاب وجدان رنج زیادی را تحمل می‌کند؛ چنان‌که فرزندانش را هرگز نتوانسته‌است در آغوش بگیرد. زوسیما به او پیشنهاد می‌کند تا راز خود را برملا کند و او نیز چنین می‌کند اما مردم شهر حرف او را باور نمی‌کنند و او را دیوانه می‌پندارند.

## عناصر داستان

### درونمایه
مثل بیشتر آثار داستایفسکی، برادران کارامازوف، یک رمان جنایی است که مانند داستان‌های جنایی امروزی سرشار از شگفتی و تعلیق است. این رمان به گفته مهرجویی، متأثر از داستان قتل پدر داستایفسکی است؛ با این تفاوت که پدر داستایفسکی را سرف‌ها کشتند اما فیودور کارامازوف را پسرانش کشتند. پیرامون پی‌رنگ اصلی، تعداد زیادی پی‌رنگ فرعی وجود دارد که خرده‌روایت‌های داستان را نشان می‌دهند. خودِ داستایفسکی، پرسش محوری کتاب را مسئله وجود یا عدم وجود خداوند و خیر و شر در عالم دانسته‌است. به گفته امیر نصری، استاد دانشگاه، برادران کارامازوف بیش از هر اثر دیگری از داستایفسکی به آری‌گویی به زندگی و مفهوم رنج پرداخته‌است و جنبه‌های متکثر زندگی را، از غریزه جنسی گرفته تا معنویت، بازنمایی کرده‌است. جوزف فرانک به نمود سه موضوع اصلیِ برآمده از زندگی شخصی داستایفسکی در برادران کارامازوف اشاره کرده‌است: خانواده و فرزندان، حق و عدالت و تفکر مذهبی.

### پی‌رنگ
دیمیتری کارامازوف و پدرش، فیودور، در رسیدن به دختری به نام گروشنکا با هم رقیب عشقی‌ بودند. فیودور را اسمردیاکف فرزند نامشروعش به قتل رساند در حالی که فرزند دیگرش ایوان او را تحریک کرده‌ بود. اما قراین و شواهد نشان می‌داد قاتل، دیمیتری بوده‌است و دیمیتری به همین سبب محاکمه و محکوم شد.

### شخصیت‌پردازی
هرچند آلکسی فیودورویچ را قهرمان رمان خود می‌دانم اما خود بیش از همه می‌دانم که به هیچ روی آدم بزرگی نیست... درواقع، او گونه‌ای عامل است؛ عاملی مبهم و تعریف‌ناشده... با این همه یک چیز در این میان تا اندازه‌ای مسلم می‌نماید: او آدمی غریب و ناهمرنگ است.

از مقدمه داستایفسکی بر برادران کارامازوف 
شخصیت‌های اصلی داستان، پنج نفرند؛ فیودور پاولوویچ کارامازوف و چهار فرزندش: دیمیتری، ایوان، آلیوشا و اسمردیاکف (که فرزند نامشروع فیودور است). بر اساس آنچه سول مورسون، نویسنده مدخل فیودور داستایفسکی در دانشنامه بریتانیکا نوشته‌است، از بین شخصیت‌های داستان، راوی در تلاش است که آلیوشا را یک قهرمان نشان بدهد اما بیشتر خوانندگان، به شخصیت ایوان علاقه‌مند می‌شوند. امیر نصری، استاد دانشگاه، می‌گوید که دیمیتری، ایوان و آلیوشا، هر سه محل توجه رمانند اما هیچ‌یک از آنان محوریت ندارد. هر یک از چهار برادر، وجهی از شخصیت پدر را بیان می‌کنند.
- فیودور: پدر فاسق و شروری است که همه چیز را به سخره می‌گیرد و از هر فرصتی استفاده می‌کند تا با مسخرگی‌هایش دیگران را بیازارد. او پسرانش را در خردسالی رها کرد؛ چون وجود آنها را از یاد برد.[۳۷]
- دیمیتری: فرزند ارشد فیودور و مردی پرشور است که بر سر زنی شیطانی به نام گروشنکا با پدر رقابت می‌کند[۳۸] و حاضر است به خاطر پیروزی در این عشق هر کاری بکند؛ حتی قتل.[۳۰] او با این که پدرش را نکشته بود اما از آنجا که آرزوی مرگ پدر را داشت، محکومیت خود را پذیرفت، با این امید که رنج کشیدن، احساس گناهش را پاک و او را تطهیر کند.[۳۹]
- ایوان: ایوان به خدا ایمان ندارد اما تمنای آن را در دل دارد که این تضاد در ذهن او را آشفته کرده‌است.[۴۰] او پس از کشته شدن پدرش، در اثر فشار تناقضات ذهنی و منطقی خود، به ورطه جنون می‌غلتد.[۴۱] سول مورسون و کریم مجتهدی شخصیت و دیدگاه‌های ایوان و راسکولنیکف (شخصیت اصلی رمان جنایت و مکافات) را شبیه می‌دانند.[۴۲][۴۳] نفیسی معتقد است ذهن ایوان گرفتار شکاکیت شده‌است و نمایانگر ذهنِ خودِ داستایفسکی، دست کم در دوره‌ای از زندگانی، است.[۴۴] سیمونز نیز ایوان را آخرین شخصیت «دوچهره» از سلسله شخصیت‌های دوچهره داستایفسکی می‌شمارد که از نظر فکری و معنوی مغرور است و دچار کشمکشی درونی برای رسیدن به خداست؛ همان کشمکشی که خودِ داستایفسکی دچارش بود.[۴۵] ایده ایوان مبنی بر این که «اگر جاودانگی روح وجود نداشته باشد، همه چیز مجاز است»، سراسر داستان را به گفتگویی پرتنش در نفی یا تایید آن کشانده‌است.[۴۶]
- آلیوشا: فرزند کوچک فیودور است که تحت تاثیر پیر دیر، پدر زوسیما قرار دارد و سعی می‌کند عشق حقیقی مسیحی را به کار ببندد.[۴۷] آلیوشا «برادر خوبه» است و شخصیتی مسیح‌گونه دارد[۴۸] و همیشه در پی نجات دیگران و کمک به آنهاست.[۳۰] نفیسی به نظراتی اشاره می‌کند که آلیوشا را انعکاسی از شخصیت سولویوف می‌دانند که فردی ملایم و مهربان بود.[۱۱] کریم مجتهدی شخصیت او را شبیه به شخصیت میشکین در رمان ابله دانسته‌است.[۴۳]
- اسمردیاکف: فرزند نامشروع فیودور و یک کلفت است که مادرش را در بدو تولد از دست داده‌است و در خانه به عنوان نوکر مشغول کار است.[۴۸] او با نقصی جسمی متولد شده و اخلاقاً نیز بی‌بندوبار و کلبی مسلک است.[۴۳] او روح خود را به شیطان فروخته و شر مطلق را برگزیده‌است.[۳۰] او برخلاف بقیه شخصیت‌های داستان هیچ‌گونه تردید و دودلی ندارد و کارش را دقیق و ماهرانه انجام می‌دهد.[۴۹] او با طراحی و اجرای نقشه قتل فیودور، سعی کرد قدرت و هوش خود را به اثبات برساند و با خودکشی، اراده شکست‌ناپذیرش را نشان دهد. هدف او صدمه زدن به دیمیتری یا انجام خواسته باطنی ایوان نبود؛ بلکه می‌خواست برتری خویش و تسلطش را بر سرنوشت اثبات کند، که در نظر کریمی مجتهدی، در تحقق این هدف کاملاً موفق بود.[۵۰]

مهمترین وجه شخصیت پدر، شهوت‌پرستی است که این خصلت را به فرزندانش هم منتقل کرده‌است. این خصلت، دیمیتری را به تباهی می‌کشاند و دومین محرک و انگیزه ایوان محسوب می‌شود و حتی در آلیوشا هم خود را می‌نمایاند. در داستان از دیمیتری نقل می‌شود که «کارامازوف‌ها همه فیلسوفند و غریزه حیوانی در آنها دائماً در نبرد با وجه اخلاقی و سرشتشان است.»
کریم مجتهدی معتقد است که شخصیت سه برادر (دیمیتری، ایوان و آلیوشا) بیان کننده سه جنبه از زندگی فکری و روحی نویسنده است؛ دیمیتری جنبه رمانتیک داستایفسکی را نمایان می‌کند که در نهایت به بن‌بست می‌رسد، ایوان یادآور روزهایی است که داستایفسکی در پی در هم آمیختن مسیحیت و سوسیالیسم بود و سوسیالیسم را مسیحیتی جدید در عصر خود می‌دانست و آلیوشا مظهر اعتقاد داستایفسکی به بازگشت خویشتنِ روسی؛ یعنی مسیحیت  ارتودکس است.
به جز فیودور و فرزندانش، شخصیت‌های کلیدی دیگری نیز در رمان حضور دارند؛
پدر زوسیما: زوسیما، پیر دیر، مردی خردمند، مرشد و مرکز اخلاقی داستان است. بخش عمده‌ای از رمان به موعظه‌ها و داستان زندگی او اختصاص دارد. او بر خلاف دیگر راهبان سختگیر صومعه، نسخه‌ای از مسیحیت را موعظه می‌کند که بر عشق خدا به عنوان نیرویی که همه موجودات زنده را در بر می‌گیرد، تأکید می‌کند. به عقیده زوسیما، وظیفه راهب گسترش دادن عشق است. او قبل از این که به صومعه بپیوندد، یک افسر جوان باهوش بود که در میان زنان محبوبیت داشت و نسبت به خدمتکار خود کاملاً ظالم بود. او در یک دوئل به شهود خاصی می‌رسد و به رقیبش اجازه می‌دهد برنده شود.
کاترینا: دختر یک ژنرال عالی‌رتبه و دختری مغرور، ثروتمند، باهوش و زیبا است. او با دیمیتری نامزد کرده‌است چون دیمیتری سالها پیش با پولی که به او قرض داده بود، کمکش کرده بود تا آبروی پدرش را حفظ کند. علی‌رغم رابطه دیمیتری با گروشنکا و دزدیده شدن پول او، دیمیتری را ترک نمی‌کند و حتی به تامین مالی دفاع از او در دادگاه کمک می‌کند. پیچیدگی اینجاست که او واقعاً عاشق ایوان است و ایوان هم عاشق او است. اما غرور هیچ‌کدام از آنها اجازه نزدیک شدن به دیگری را نمی‌دهد. پس جای تعجب نیست که کاترینادچار تناقضات هیستریک می‌شود. زمانی که ایوان در آستانه محاکمه قرار می گیرد، کاترینا، با عصبانیت هیستریک، نامه‌ای را برای دادگاه رو می‌کند که مهر محکومیت او است.
گروشنکا: بر خلاف کاترینا، گروشنکا شخصیتی با مهارت زیاد در کنترل کردن مردان است. او در نوجوانی تحت حمایت سامسونوف، تاجر ثروتمندی قرار می‌گیرد که به او کمک می کند تا تجارت وام خود را راه‌اندازی کند. با این که شایع است که او معشوقه سامسونوف است، گروشنکا هرگونه رابطه جنسی را با او را انکار می‌کند. گروشنکا توجه دیمیتری و پدرش فئودور را به خود جلب می‌کند و با آنها بازی می‌کند و به نظر می‌رسد که در حال تیغ زدن آنهاست. گروشنکا شخصیتی اغواگر دارد، اما خوش‌قلب هم هست. به نظر می رسد که او در طول محاکمه دیمیتری، نشان می‌دهد که حاضر است همه چیز را قربانی کند تا با دیمیتری بماند.
ایلیوشا: پسربچه مغرور اما ضعیف کاپیتان اسنگیروف است. او علیرغم ضعفش، مکرراً با همکلاسی‌هایش که پدرش را مسخره می‌کنند، درگیر می شود. زندگی ایلیوشا با پرتاب سنگ به سمت آلیوشا تغییر می‌کند که به جای محکوم کردن پسر، به سرنوشت او علاقه‌مند می‌شود. آلیوشا در نهایت موفق می‌شود ایلیوشا را با همکلاسی‌هایش آشتی دهد اما وضعیت سلامتی ایلوشا بدتر می‌شود و او در نهایت می‌میرد.

## تاثیرپذیری
به گفته ویکتور تراس، نویسنده کتاب تاریخ ادبیات روس، برادران کارامازوف وجوه متناظری با آثار شکسپیر دارد که خود داستایفسکی به آن واقف بود؛ چنان‌که در این رمان از شخصیت‌های آثار شکسپیر مانند اوفلیا، اتلو و هملت نام برده شده‌است. داستایفسکی منتقد سرسخت ولتر بود و شخصیت‌های مختلف این رمان نیز به ولتر اشاراتی دارند؛ چنان‌که فیودور کارامازوف در داستان مضحکی، به او اشاره دارد. تراس این اشارات غیرمستقیم را واکنش داستایفسکی به نهضت روشنگری می‌داند. همچنین دیدگاه ایوان با ولتر همدلانه است. نویسنده دیگر مورد علاقه داستایفسکی که به نظر می‌رسد الهام‌بخش او در این رمان بوده، ویکتور هوگو است. جولیان کانلی، شخصیت پدر زوسیما را برگرفته از شخصیت اسقف میربل در بینوایان و داستان «مفتش اعظم» را شبیه به آخرین روز یک محکوم می‌داند. به گفته رابین میلر، داستایفسکی گزاره‌های اخلاقی روسو و بالزاک را گرفته و به آنها ماهیتی متافیزیکی داده‌است. به گفته تراس، داستایفسکی شخصیت فیودور را از یک شخصیت لوده سال‌خورده در نمایش‌نامه راهزنان شیلر اقتباس کرده‌است. در روایت «مفتش اعظم» نیز از قول مفتش توصیه‌هایی از قبیل «دست‌شُستن از آزادی و رها شدن از بار مسئولیت و گناه» صورت می‌گیرد که در نمایش‌نامه دن کارلوس شیلر ارائه شده‌است. همچنین در بین نویسندگان روس، تاثیر پوشکین و گوگول بر داستایفسکی قابل ملاحظه است. علاوه بر این‌ها، تاثیر کتاب مقدس و تلاش داستایفسکی برای ترجمه آموزه‌های آن قابل توجه است.

## اهمیت
داستایفسکی برای نوشتن این رمان وقت و انرژی زیادی صرف کرد تا بتواند ارج و شهرت سابق خود به عنوان یک نویسنده را دوباره به دست آورد؛ چنان‌که در نامه‌ای به تاریخ ۱۳ اوت ۱۸۷۹ به آنا، همسرش نوشت: «این روزها، بارِ کارامازوف‌ها بر دوشم سنگینی می‌کند. باید تمامش کنم. همچون جواهرساز، استادانه صیقلش دهم. اما کاری است به غایت دشوار و خطیر و نیروی زیادی از من طلب می‌کند.»
نویسنده بریتانیایی سامرست موآم این کتاب را در فهرست ده رمان برتر جهان قرار داده است. مهرجویی از این کتاب با عنوان مهمترین اثر داستایفسکی و یکی از برجسته‌ترین آثار ادبی جهان یاد می‌کند که برآیندی از همه تفکرات، ایده‌ها و شخصیت‌های رمان‌های قبلی را در خود جمع کرده‌است. او دیالوگ آلیوشا و ایوان در کافه را «جلوه راستین اندیشه داستایفسکی» می‌داند. در این فصل از کتاب، یکی از دو برادر از لزوم کشتن مسیح و دروغی که او و بشریت را فراگرفته‌است، حرف می‌زند و دیگری از نجات روح و رستگاری در اثر ایمان به مسیح. سول مورسون نیز معتقد است این فصل از کتاب (عصیان) به همراه دو فصل «مفتش اعظم» و «شیطان؛ بختک ایوان فیودورویچ» را می‌توان در زمره درخشان‌ترین صفحات ادبی جهان برشمرد. شیطانی که به دیدار ایوان می‌آید نه بزرگ است و نه اهریمنی؛ بلکه کوچک و مبتذل است و نمادی است از پیش پا افتاده بودن شر در جهان. به گفته مورسون، تصویر شیطان کوچک، تاثیر زیادی بر اندیشه و ادبیات قرن بیستم داشته‌است. نفیسی نیز عالی‌ترین صفحات خلق‌شده در ادبیات روسیه را در همین کتاب دانسته‌است.
رابرت بِرد برادران کارامازوف را مهم‌ترین عرضه‌داشتِ کیش ارتودکس به جهانیان و حتی خود روسیه شمرده‌است که از پویش داستایفسکی در باب فرهنگ دینی روسیه حاصل شده‌است. برد معتقد است که محوریت این اثر، مشروعیت بخشیدن به نهاد «پیر دیر» در کلیسای  ارتودکس بود تا بتواند وجهه عمومی این مذهب را در روسیه و سراسر دنیا بهبود بخشد. داستایفسکی پیر دیر را شخصیتی می‌دانست که می‌توانست به مسیحیت ارتودکس نفس تازه‌ای بدهد و آن را از «فلجی» که «سال‌هاست گریبانگیرش شده‌است» برهاند. به همین جهت شخصیت پدر زوسیما در داستان به عنوان پیر دیر معرفی می‌شود و داستایفسکی در توصیف جایگاه او می‌نویسد: «پیر دیر کسی است که جان و اراده مرید را به جان و اراده خود پیوند می‌زند. شخص سالک، پس از انتخاب، از اراده خودش چشم می‌پوشد و تسلیم او می‌کند، در تسلیم و وارستگی کامل.»
داستایفسکی در این کتاب، علاوه بر روایت کردن داستان، سیری از تحول افکارش را نیز ارائه کرده‌است؛ تقابل دو نسل متوالی از پدران و پسران که در جوان خام به آن پرداخته بود، تقابل میان معتقدان و منکران دین که در جن‌زدگان مورد بحث بود و بحث‌ها و تقابل‌های میان دو رقیب عشقی که در ابله منعکس شده بود، همه از نو در این کتاب سوژه داستایفسکی قرار گرفتند و او نگاهی دوباره و با نگاه و شیوه‌ای جدیدتر به این موضوعات پرداخت.

## نقد و تحلیل

### نقد ادبی
سعید نفیسی می‌گوید که در آثار داستایفسکی، از جمله برادران کارامازوف، مناظر طبیعی کم است و رویدادها در شهرها و خانه‌ها و اتاق‌ها اتفاق می‌افتند و نویسنده نیز در توصیف آنها زحمت چندانی به خود نمی‌دهد. در مقابل، آنچه برای داستایفسکی اهمیت دارد، روح شخصیت‌های داستان است که حتی وقتی ارتباطی به پیشبرد روایت داستان ندارد، موبه‌مو و دقیق توصیف می‌شود و نویسنده گام‌به‌گام با آنها همراهی می‌کند. به عقیده میخائیل باختین، داستایفسکی در برادران کارامازوف از قواعد سنتی رمان و از چارچوب روایت خارج می‌شود و لحن تذکره‌های قدیسان را به خود می‌گیرد؛ به این دلیل که تمرکزش بر «امکان بازنمایی تجربه دینی» است.
کریم مجتهدی معتقد است که داستان برادران کارامازوف، نسبت به نخستین رمان بلند داستایفسکی، یعنی جنایت و مکافات، از انسجام کمتری برخوردار است. در مقابل، نقطه قوت آن را شخصیت‌پردازی و تحلیل‌های عمیق روان‌شناسی عنوان می‌کند. اوژن‌ملکیور دووگوئه، منتقد فرانسوی قرن هجدهم، گفتگوهای طولانی شخصیت‌های رمان را خودنمایی انبوهی از چهره‌های مبهم و پرحرفی می‌داند که دائماً در روح دیگران حفاری می‌کنند.

### نقد فلسفی
داستایفسکی در برادران کارامازوف، به موضوعات الهیاتی و فلسفی مورد علاقه‌اش پرداخته‌است؛ سرمنشأ شر، طبیعت آزادی و گرایش به ایمان. سیمونز اندیشه محوری رمان را «جستجوی خدا» و «جستجوی ایمان» می‌داند که در سرتاسر اثر جریان دارد. سیمونز معتقد است که داستایفسکی تمام معنایی را که زندگی برای او داشت، در شخصیت‌های این رمان منعکس کرده‌است. مهرجویی می‌گوید که او در این کتاب دستگاه خلقت را بازسازی کرده‌است و در جایگاه انسان-خدا، کائنات را در دادگاه به محاکمه می‌‌کشد. فرشتگان و شیطان‌ها در هیئت انسان (آلیوشا، ایوان، دیمیتری، اسمردیاکف، گروشنکا، کاترینا و دیگران) و نیز خود آفریننده (داستایفسکی) در جایگاه متهمان قرار می‌گیرند تا بتوان دریافت سرمنشأ حق‌کشی‌ها و نابسامانی‌ها و آدم‌کشی‌ها کجاست. وی معتقد است که اگر از دور به کتاب بنگریم، داستانی خواهیم یافت با این پرسش که «چه کسی پدر را کشت؟» اما اگر موشکافانه‌تر بنگریم، پرسش اصلی کتاب این است که: «چه کسی خدا را کشت؟» و پاسخ این است که همه انسان‌ها در کشتن خدا نقش داشته‌اند. حتی آلیوشا که راه ایمان به خدا را در پیش گرفته‌است، باز هم از جنس «کارامازوف»هاست و او هم دچار شک و تزلزل می‌شود.
ویکتور تراس به تناقض‌های معرفت‌شناختی بنیادینی اشاره دارد که عقل انسان، یا به تعبیر ایوان کارامازوف «عقل اقلیدسی» قادر به حل آنها نیست. از سوی دیگر؛ داستایفسکی بر اساس تعالیم سنتی مذهب ارتودکس، که در سال‌های پایانی عمر به آنها معتقد بود، انسان دارای عقل الوهی یا عقل کلی نیز هست و موضوع اصلی برادران کارامازوف، مواجهه عقل کلی یا مسیحی با عقل جزئی یا اقلیدسی است؛ چنان‌که زوسیما و آلیوشا مظهر عقل کلی و ایوان مظهر عقل جزئی است و تعامل آنها، تعارض نگرش رئالیستی و نگرش متافیزیکی به جهان را رقم می‌زند.
به عقیده مهرجویی، داستایفسکی با به تصویر کشیدن دادگاه دیمیتری، کل دستگاه قضاوت را به نقد می‌کشد؛ قاضی، دادستان، وکیل مدافع، هیئت منصفه، بازپرس و... همه در درک حقیقت عاجز می‌مانند و وقتی ایوان، تنها کسی که از راز قتل فیودور مطلع است، حقیقت را برملا می‌کند، کسی باور نمی‌کند و همه تصور می‌کنند او عقلش را از دست داده‌است. این تصویر گویای این پرسش است که آیا فقط دیوانگان از حقیقت مطلعند؟
در عین حال، نفیسی داستایفسکی را حامل انجیلی جدید می‌داند که در آن همه انسان‌ها سزاوار عفو قرار می‌گیرند؛ حتی سه مظهر جنایت یعنی بزهکار پشیمان، فرزند عاق‌شده و زن بی‌عفاف. نمود این بخشایش در برادران کارامازوف به خوبی دیده می‌شود که در آن نویسنده، دیمیتری را که محکوم شده‌است دوست می‌دارد و حتی اسمردیاکف را که واقعاً پدرکشی کرده‌است، تقریباً عفو می‌کند.
سول مورسون معتقد است که دو فصل «عصیان» و «مفتش اعظم» حاوی استدلال‌هایی قوی در رد وجود خداست و داستایفسکی این استدلال‌ها را در زمینه‌ای در رد آنها قرار داده‌است تا بتواند از مسیحیت دفاع کند. او این ویژگی را یکی از پارادوکس‌های این اثرِ «عمیقاً مسیحی» داستایفسکی می‌داند.
در بسیاری از رمان‌های روسی قرن نوزدهم، ترکیب کردن زبان روسی با زبان فرانسوی در گفتگوهایی که از شخصیت‌های تحصیل‌کرده داستان بیان می‌شد، امری رایج بود و به داستان، وجهی واقع‌گرایانه می‌بخشید. اما کاربرد زبان روسی در برادران کارامازوف، به عقیده ورون هال، چیزی بیش از این است و وجهی نمادین دارد؛ چنان‌که شخصیت‌های شیطانی‌تر، از فرانسوی بیشتر استفاده می‌کنند.

### نقد روان‌شناختی
برادران کارامازوف عالی‌ترین رمانی است که تاکنون نوشته شده‌است و قطعه «مفتش اعظم» یکی از والاترین دستاوردهای ادبیات جهانی است که ارزش‌گذاری مجدد آن ممکن نیست. همان‌گونه که آشکار است، پدرکشی مهمترین و نخستین جنایت بشر و فرد است. به هر حال، پدرکشی منشاء اصلی حس گناهکاری است.

از مقاله «داستایفسکی و پدرکشی» نوشته زیگموند فروید
نخستین شخصی که تحلیلی روانکاوانه از برادران کارامازوف ارائه کرد، خودِ زیگموند فروید، بنیانگذار روانکاوی بود. او در مقاله‌ای با عنوان «داستایفسکی و پدرکشی» با تحلیل انگیزه‌های فرزندان کارامازوف برای پدرکشی و تحلیل روابط داستایفسکی با پدرش، او را واجد انگیزه پدرکشی دانست.
موسوی ثابت، دیمیتری، ایوان و آلیوشا را به سبب ویژگی‌هایشان، به ترتیب انعکاسی از اید، اگو و سوپراگوی فیودور کارامازوف می‌داند.

### نقد جامعه‌شناختی
داستایفسکی در کشف و تشریح بیماری‌های روحی تیزبین بود؛ چنان‌که به گفته نفیسی، از بیماری‌های روحی شخصیت‌های آثار او به منظور مطالعه بیماری‌های روانی استفاده می‌شد. به‌طور مثال، آلیوشا در کشف نیات دیگران خبره بود و پدر زوسیما رنج عظیمی را در آینده دیمیتری فیودورویچ پیش‌بینی می‌کند و در برابر او زانو می‌زند؛ چون خود را موظف به تسکین دردهای برادران دینی خود می‌داند.
نفیسی، داستایفسکی را مبدع این قانون مطلق در سرشت آدمی می‌شمارد که میل انسان به خبث و بدرفتاری از میلش به خوبی و زیبایی بیشتر است. نفیسی گواه این سخن خود را جمله‌ای از دیمیتری فیودورویچ می‌داند که به گروشنکا می‌گوید: «فسق و فساد را دوست می‌داشتم، حتی رسوایی را که دنباله فسق است، دوست می‌داشتم. خشونت را دوست می‌داشتم.» و گروشنکا در پاسخ می‌گوید: «می‌دانم... درنده‌ای، اما در ضمن، اصیل و نجیب هم هستی.» بر این مبنا، نفیسی داستایفسکی را تنها شارح و مفسر زشتی‌ها و نابکاری‌های زمان خود می‌داند که دیگران آنها را نمی‌دیدند. به عقیده مهرجویی، داستایفسکی در این رمان می‌کوشد با روایت نفرت حاکم بر روابط پدر و فرزندانش، نیهیلیسم موجود در روسیه سدهٔ نوزدهم را نشان دهد.
ایوان در گفتگویش با آلیوشا گفت: «شخص فقط مسئول اعمال خود است، اما مسئول خواسته‌های خود نیست.» با این حال، پس از کشته‌شدن کارامازوف پیر، چون آرزوی مرگ او را داشت، احساس عذاب وجدان کرد. به گفته سول مورسون، داستایفسکی، با بیان این سرگذشت، سعی در توجیه روان‌شناختی یک آموزه مسیحی دارد؛ این که شر، صرفاً به خاطر رفتار و کردار چند جنایتکار به وجود نمی‌آید، بلکه دلیل آن اتمسفر اخلاقی جامعه است که همه مردم با داشتن آرزوهای شیطانی، در به وجود آمدنِ آن سهیمند. نقطه مقابلِ دیدگاه ایوان، دیدگاه پدر زوسیما است که می‌گوید: «همه در قبال همه و برای همه چیز مسئولند.»
آلبر کامو در انسان طاغی با اشاره به پرسش‌های عذاب‌آور رمان برادران کارامازوف، این نظریه را مطرح می‌کند که اعتقاد به عقل در دوران مدرن هرگونه ادراک از ارزش‌ها را از بین برده‌است و دیکتاتورها به همین واسطه توانسته‌اند قدرت را قبضه کنند.

## الهام و بازآفرینی

### سینما
چند فیلم سینمایی مختلف با اقتباس از رمان برادران کارامازوف ساخته شده‌است:
- برادران کارامازوف، فیلم صامت آلمانی به کارگردانی کارل فرولیش محصول سال ۱۹۲۱[۸۲]
- دیمیتری کارامازوف قاتل، فیلم درام آلمانی به کارگردانی اریش انگلز محصول سال ۱۹۳۱[۸۳]
- برادران کارامازوف، فیلم درام تاریخی ایتالیایی به کارگردانی جاکومو جنتیلومو محصول ۱۹۴۷[۸۴]
- برادران کارامازوف، فیلم آمریکایی به کارگردانی ریچارد بروکس محصول ۱۹۵۸[۸۵]
- برادران کارامازوف، فیلم ساخته اتحاد جماهیر شوروی به کارگردانی کیریل لاورف محصول ۱۹۶۹[۸۶]
- برادران کارامازوف، فیلم ساخته جمهوری چک به کارگردانی پتر زلنکا محصول ۲۰۰۸[۸۷]

### تلویزیون
در سال ۲۰۰۹ یک مینی سریال تلویزیونی روسی با نام برادران کارامازوف تولید و پخش شد که در ساخت آن تلاش شده بود با داستان اصلی کتاب کاملاً منطبق باشد.
در سال ۲۰۱۳ یک مینی سریال ژاپنی با نام برادران کارامازوف تولید و پخش شد که در آن، روایت برادران کارامازوف در ژاپن مدرن بازسازی شده‌است.
روایت «مفتش اعظم» نیز دستمایه درام تلویزیونی یک ساعته انگلیسی با نام مفتش، ساخته سال ۲۰۰۲ شد که در آن درک جاکوبی در نقش مفتش اعظم بازی کرد.